# 谢尔河畔圣乔治
谢尔河畔圣乔治（法語：Saint-Georges-sur-Cher，法語發音：[sɛ̃ ʒɔʁʒ syʁ ʃɛʁ]）是法国卢瓦-谢尔省的一个市镇，位于该省西南部，与安德尔-卢瓦尔省接壤，属于罗莫朗坦-朗特奈区和谢尔河谷-孔特鲁瓦市镇公共社区，其市镇面积为23.78平方公里，2022年1月1日时人口数量为2,711人。
谢尔河畔圣乔治位于谢尔河左岸，是谢尔河谷-孔特鲁瓦市镇公共社区的组成部分。

## 行政
谢尔河畔圣乔治的邮政编码为41400，INSEE市镇编码为41211。

## 地理

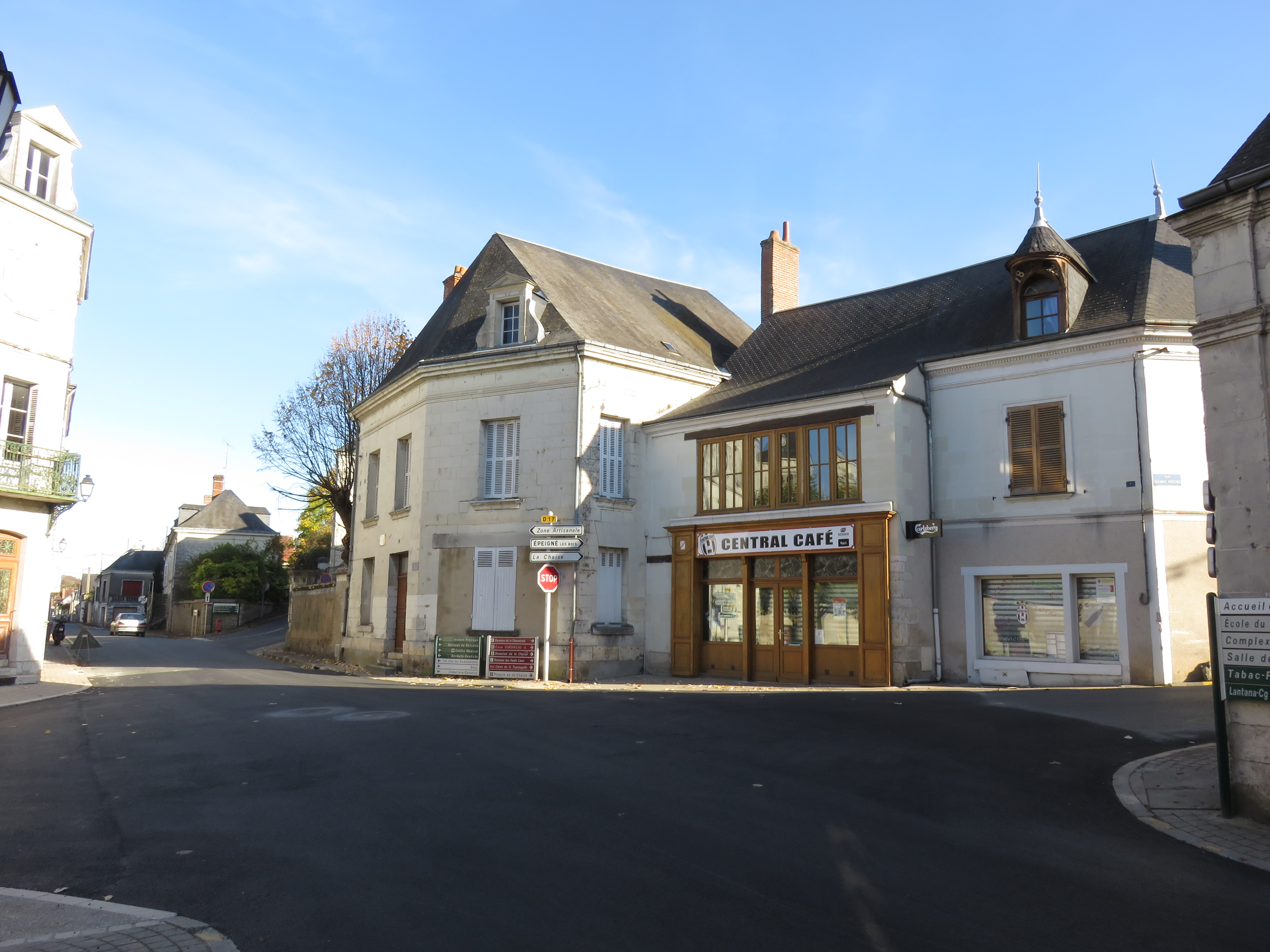
谢尔河畔圣乔治镇中心

谢尔河畔圣乔治（47°19'31"N, 1°7'31"E）位于法国中部偏西，中央-卢瓦尔河谷大区中西部和卢瓦-谢尔省西南部。
与谢尔河畔圣乔治接壤的市镇包括：塞雷拉龙德、希索、埃佩涅莱布瓦、弗朗克伊、图赖讷地区希赛、谢尔河畔法沃罗勒。
谢尔河畔圣乔治位于谢尔河干流左岸，属于卢瓦尔河流域。境内以平原为主，镇中心地势平坦。
按照柯本气候分类法，谢尔河畔圣乔治属于温带海洋性气候，全年温差较小，降水分布均匀。

## 历史
谢尔河畔圣乔治历史上长期为一普通村落，中世纪出现教堂，法国大革命后成为一个市镇。

## 交通
卢瓦-谢尔省省道D27线、D127线和D976线经过谢尔河畔圣乔治境内。距离谢尔河畔圣乔治最近的铁路车站为图赖讷地区希赛站。

## 政治
现任谢尔河畔圣乔治市长为雅克·保莱蒂先生（Jacques Paoletti）。

## 人口
| 年份   | 1936  | 1946  | 1954  | 1962  | 1968  | 1975  | 1982  | 1990  | 1999  | 2006  | 2011  | 2016  | 2018  |
| ------ | ----- | ----- | ----- | ----- | ----- | ----- | ----- | ----- | ----- | ----- | ----- | ----- | ----- |
| 人口數 | 1,680 | 1,688 | 1,736 | 1,647 | 1,673 | 1,783 | 2,021 | 2,047 | 2,155 | 2,268 | 2,503 | 2,667 | 2,704 |

## 社会
谢尔河畔圣乔治市中心西北部有一处体育场，东侧则有一处药房。

## 景观

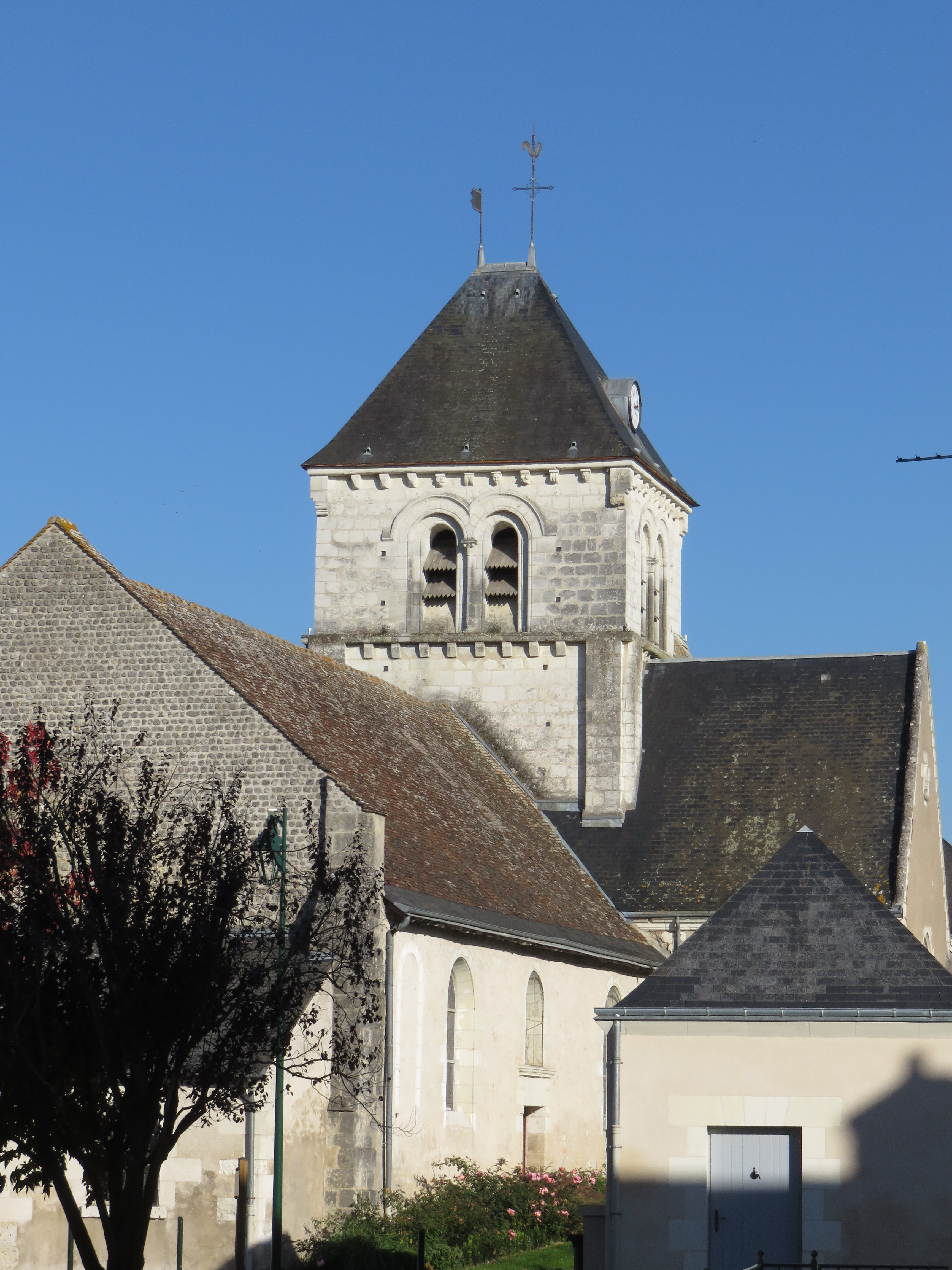
圣乔治教堂

谢尔河畔圣乔治市中心的圣乔治教堂（Église Saint-Georges）是法国国家文物保护单位。